# Bouvines (cuirassé)
Pour les articles homonymes, voir Bouvines (homonymie).
Le Bouvines est un cuirassé garde-côtes construit pour la Marine française à la fin du XIXe siècle, navire de tête des deux navires de la classe Bouvines. Lancé en 1892, il est mis en service en 1894 et rayé des listes en 1918.

## Conception
Avec la classe Valmy, la classe Bouvines marque un retour des cuirassés dits « garde-côtes ». Ils ont l'aspect de petits cuirassés, et leur taille se rapproche de celle des cuirassés de 2e rang. Les deux navires construits de cette classe, le  Bouvines et l'Amiral Tréhouart, ont un armement principal constitué de deux canons de 305 mm modèle 1887 : une tourelle à l'avant, une autre à l'arrière. Ils disposent de plus de huit canons de 100 mm modèle 1892 à tir rapide. Longs de 89,38 mètres et larges de 17,78 mètres, ils peuvent atteindre une vitesse de 17 nœuds (31,5 kilomètres par heure) grâce à leurs deux machines horizontales à triple expansion, alimentées par 16 chaudières d'Allest-Lagrafel. Leur tirant d'eau de 7,30 m est quant à lui considéré comme excessif pour l'usage auquel ces navires sont destinés.

## Histoire
La construction du cuirassé Bouvines commence aux Forges et chantiers de la Méditerranée à La Seyne-sur-Mer le 30 septembre 1890. Il est lancé le 29 mars 1892 puis entre en service le 15 octobre 1894.  Il est nommé d'après la bataille de Bouvines (1214).
Après plusieurs essais, l'armement définitif est prononcé le 1er décembre 1895. Destiné à défendre les côtes françaises, il quitte Toulon en janvier 1896 afin de devenir le navire amiral de la 2e escadre du Nord à Brest. Durant le reste de l'année, il patrouille en Manche et dans le golfe de Gascogne avant d'accueillir à son bord le président Félix Faure l'année suivante. En 1898, il retourne à Toulon, remplacé dans son rôle par l'Amiral Duperré. En réserve pendant quelques mois, il est réarmé le 15 décembre 1898 et devient navire amiral de l'escadre de Méditerranée. Il passe l'année suivante à participer à des exercices, et prend part à de grandes manœuvres dans le golfe de Gascogne et la Manche à partir du 21 juin 1900, avant de rejoindre Cherbourg, rattaché à l'escadre du Nord. Réarmé le 20 juin 1901, il retourne en Méditerranée avant de devenir navire amiral de la 2e division de l'escadre du Nord en août. En juin 1902, il passe par Lisbonne puis participe à de grandes manœuvres en Algérie et en Tunisie. Il passe le reste de l'année à effectuer des exercices en Manche et dans le golfe de Gascogne avant de passer les trois années suivantes en entretien à Cherbourg. 1906 le voit participer à de nouvelles manœuvres en Algérie et en Provence avant d'être placé en réserve de nouveau l'année suivante. 
Réarmé le 13 avril 1910, le Bouvines est placé à la tête des flottilles de la Manche. En 1912, il est mis en réserve à Cherbourg avant d'être utilisé comme bâtiment d'arraisonnement du front de mer du 1er août 1914 à 1917. Le 8 juin 1918, le cuirassé est rayé des listes puis vendu.